# Dirphia demarmelsi
Dirphia demarmelsi is een vlinder uit de familie nachtpauwogen (Saturniidae), onderfamilie Hemileucinae.
De wetenschappelijke naam van de soort is voor het eerst geldig gepubliceerd door Naumann, Brosch, Wenczel & Clavijo in 2005.